# Novooleksandrivka (Liubașivka), Bârzula
Novooleksandrivka (în ucraineană Новоолександрівка) este un sat în comuna Liubașivka din raionul Bârzula, regiunea Odesa, Ucraina.

## Demografie
Componența lingvistică a localității Novooleksandrivka
     Ucraineană (99,3%)
     Alte limbi (0,7%)
Conform recensământului din 2001, majoritatea populației localității Novooleksandrivka era vorbitoare de ucraineană (99,3%), existând în minoritate și vorbitori de alte limbi.